# Шехтерман, Игорь Владимирович
Игорь Владимирович Шехтерман (род. 9 ноября 1970, Калининград) — российский предприниматель и топ-менеджер.
Главный исполнительный директор, член Правления X5 Retail Group, член Наблюдательного совета Консорциума «Альфа-Групп», член Президиума Ассоциации компаний розничной торговли (АКОРТ). Сооснователь компании RosExpert (кадровый консалтинг), бывшего российского партнера компании Korn Ferry International.
Имеет российское гражданство, владеет русским и английскими языками.

## Биография
В 1992 году окончил экономический факультет Калининградского технического института по специальности «бухгалтерский учет и анализ финансовой деятельности предприятия».
Дополнительное образование в сфере общего управления и финансового менеджмента получил в бизнес-школах Institute d’Administration des Enterprises (Франция, 1994 год) и Danish Management School (Дания, 1995 год).
С 1992 по 1994 годы работал финансовым менеджером российского офиса японской компании Beoluna, специализирующейся на производстве ювелирных изделий.
С 1994 по 1996 годы работал в кадровом агентстве «Контакт».
Совместно с Сергеем Мартьяновым основал в 1996 году компанию RosExpert, в 2005 году создал альянс с одной из крупнейших компаний в области развития лидерства и управления талантами — Korn Ferry International.
В 2013 году активно участвовал в трансформационных процессах компании X5 Retail Group — сначала в роли советника генерального директора, а с июня как член Наблюдательного совета и руководитель комитета по назначениям и вознаграждениям.
В сентябре 2015 года был номинирован Наблюдательным Советом X5 Retail Group на должность СЕО и оставил руководство компанией RosExpert. В ноябре 2015 года акционеры X5 Retail Group на внеочередном собрании утвердили Игоря Шехтермана главным исполнительным директором и членом правления до 2019 года.
В 2019 году полномочия главного исполнительного директора продлены на два года.

## Семья
Отец — Владимир Яковлевич Шехтерман, 1948 года рождения, кадровый офицер Советской армии в отставке; мать — Татьяна Борисовна Шехтерман, 1948 года рождения.

## Хобби
Увлечение — горные лыжи.